# Copris punctatus
Copris punctatus är en skalbaggsart som beskrevs av Gillet 1910. Copris punctatus ingår i släktet Copris och familjen bladhorningar. Utöver nominatformen finns också underarten C. p. formosanus.